# Chalcoscirtus brevicymbialis
Chalcoscirtus brevicymbialis là một loài nhện trong họ Salticidae.
Loài này thuộc chi Chalcoscirtus. Chalcoscirtus brevicymbialis được Jörg Wunderlich miêu tả năm 1980.